# Trest smrti ve Švýcarsku

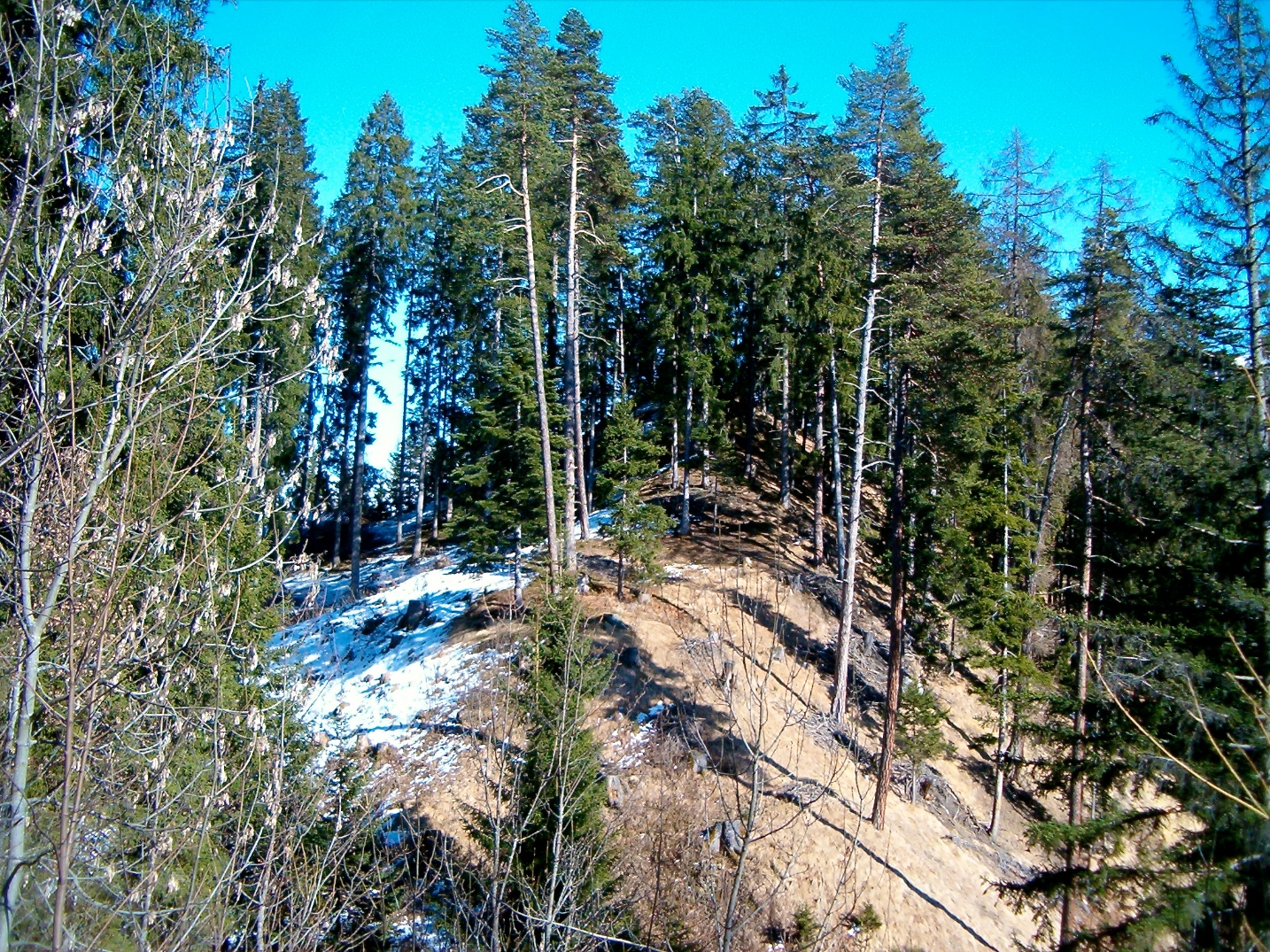
Šibeniční vrch ve Schanfiggu nedaleko Arosy

Trest smrti ve Švýcarsku je zakázán článkem 10, odstavcem 1 spolkové ústavy Švýcarské konfederace. Trest smrti byl ve federálním trestním zákoníku zrušen v roce 1942, ale až do roku 1992 zůstal zachován ve vojenském trestním právu. Poslední uskutečněné popravy se ve Švýcarsku konaly v době druhé světové války.

## Historie

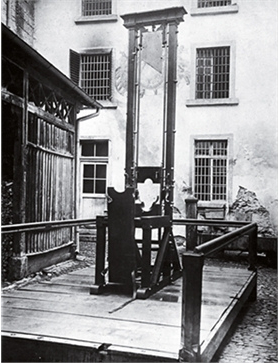
Gilotina ve vězení ve Fribourgu, 1902

Ve středověku a raném novověku bylo nejběžnějším způsobem popravy u mužů stětí mečem. Archivář Gerold Meyer von Kronau uvádí statistky poprav v kantonu Curych od 15. do 18. století. K trestu smrti v té době bylo odsouzeno 1 445 lidí (1 198 mužů a 247 žen). Z nich bylo 915 sťato, 270 oběšeno, 130 upáleno zaživa, 99 utopeno, 26 lámáno v kole, 1 zaživa rozčtvrcen, 2 pohřební zaživa, 1 zaživa zazděn a 1 naražen na kůl. Pohřbívání a zazdívání zaživa a nabodnutí na kůl bylo používáno v 15. století. Utopení přestalo být používáno v roce 1613.
V roce 1835 bylo mezi způsoby popravy přidáno stětí gilotinou, ačkoliv mnoho kantonů umožňovalo odsouzeným osobám vybrat si mezi stětím gilotinou a stětím mečem. Jedním z posledních popravených stětím mečem byl Niklaus Emmenegger, který byl popraven v Lucernu dne 6. července 1867. Poslední popravenou ženou ve Švýcarsku byla Geneviève Guénat, která byla sťata v Delémontu v kantonu Bern dne 7. září 1862. V roce 1848 byl trest smrti udílený za politické zločiny zakázán švýcarskou ústavou. V roce 1874 se zavedením nové federální ústavy byl trest smrti všeobecně zrušen. Kvůli nárůstu kriminality, která byla z velké části způsobena tehdejší ekonomickou krizí, byl v roce 1879 trest smrti ve Švýcarsku obnoven. Jeho obnovení však nebylo povinné a k trestu smrti se skutečně vrátilo pouze několik kantonů.

## Zrušení trestu smrti (1937–1942)
Dne 21. prosince 1937 přijalo Federální shromáždění první národní trestní zákoník. Ten zrušil trest smrti, který byl ustanoven v několika kantonálních trestních zákonících. Nový zákoník byl ratifikován referendem dne 3. července 1938 a v platnost vstoupil dne 1. ledna 1942. Posledním člověkem, který byl civilním soudem odsouzen k trestu smrti a popraven, byl Hans Vollenweider, odsouzený za tři vraždy a popravený dne 18. října 1940 v Sarnenu v kantonu Obwalden. Byl sťat gilotinou vypůjčenou v Lucernu. Vzhledem k blížícímu se datu zrušení trestu smrti bylo jeho odsouzení veřejností považováno za kontroverzní.
Ve švýcarském vojenském právu však trest smrti i nadále existoval. K trestu smrti mohli být vojáci odsouzeni za vlastizradu nebo za dezerci před nepřítelem. Během druhé světové války bylo třicet lidí odsouzeno k trestu smrti a 17 z nich bylo před koncem války popraveno. Tento zákon byl zrušen Federálním shromážděním na základě parlamentní iniciativy Massima Piniho ze Svobodné demokratické strany Švýcarska dne 20. března 1992. Federální ústava Švýcarska z roku 1999 pak trest smrti na ústavní úrovni ve Švýcarsku zakázala.

## Iniciativy za obnovení trestu smrti
První iniciativa za obnovení trestu smrti proběhla v roce 1985. Ta prosazovala zavedení nejvyššího trestu za obchod s drogami. Nepodařilo se jí však shromáždit potřebných 100 tisíc podpisů, které jsou závazné pro celostátní referendum.
V srpnu 2010 rodinní příslušníci oběti vraždy zahájili další snahu na změnu ústavy s cílem stanovit trest smrti v případech vraždy kombinované se sexuálním násilím. Tato iniciativa se rychle ocitla v centru pozornosti veřejnosti a političtí představitelé ji ostře odmítli. Návrh byl stažen den po jeho oficiálním zveřejnění.